# Overbeck (Familienname)
Overbeck ist ein deutschsprachiger Familienname.

## Bekannte Namensträger

### A
- Achim Overbeck (* 1983), deutscher Kanute
- Agnes Elisabeth Overbeck (1870–1919), deutsche Komponistin und Pianistin
- Alfred von Overbeck (auch Alfred d’Overbeck; 1877–1945), deutsch-schweizerischer Rechtswissenschaftler
- Alfred E. von Overbeck (1925–2016), schweizerischer Rechtswissenschaftler
- Alke Overbeck (* 1988), deutsche Kanutin
- Andreas Overbeck (1628–1686), deutscher evangelischer Theologe
- Anneliese Overbeck (1921–2004), deutsche Malerin und Grafikerin
- Arnold Overbeck (1831–1899), deutscher Landschaftsmaler und Fotograf

### B
- Bernhard Overbeck (1942–2018), deutscher Numismatiker

### C
- Carl Wilhelm Overbeck (1820–1860), deutscher Kupferstecher
- Carla Overbeck (* 1968), US-amerikanische Fußballspielerin
- Caspar Nicolaus Overbeck (1670–1752), deutscher evangelischer Theologe
- Christian Adolph Overbeck (1755–1821), deutscher Bürgermeister und Dichter
- Christian Gerhard Overbeck (1784–1846), deutscher Jurist und Richter
- Christian Theodor Overbeck (1818–1880), deutscher Jurist und Senator der Hansestadt Lübeck
- Cyrus Overbeck (* 1970), deutscher Künstler

### E
- Egon Overbeck (1918–1996), deutscher Industrieller und Manager

### F
- Franz Overbeck (1837–1905), deutscher Kirchenhistoriker und Theologe
- Franz-Josef Overbeck (* 1964), deutscher Bischof
- Fred Overbeck (1897–1972), deutscher Grafiker und Maler
- Friedrich Overbeck (1789–1869), deutscher Maler
- Fritz Overbeck (Maler) (1869–1909), deutscher Maler
- Fritz Overbeck (Politiker) (1905–1984), deutscher Politiker (FDP), MdL Nordrhein-Westfalen
- Fritz Theodor Overbeck (1898–1983), deutscher Botaniker

### G
- Gerta Overbeck (1898–1977), deutsche Malerin
- Gustav Overbeck (Fotograf) (1827–??), deutscher Fotograf
- Gustav Overbeck (Diplomat) (1830–1894), deutscher Kaufmann, Abenteurer und Diplomat
- Gustav Overbeck (Bankier) (1893–1952), deutscher Bankier

### H
- Hans Overbeck (1882–1942), deutscher Kaufmann, Sprach- und Insektenforscher
- Hans Jürgen Overbeck (1923–2013), deutscher Ökologe
- Hermann Overbeck (1900–1982), deutscher Geograph
- Hermine Overbeck-Rohte (1869–1937), deutsche Malerin

### J
- Johann Daniel Overbeck (1715–1802), deutscher evangelischer Theologe und Pädagoge
- Johann Georg Overbeck (1759–1819), deutscher evangelischer Theologe und Pastor
- Johannes Overbeck (1826–1895), deutscher Archäologe

### K
- Karl Overbeck (1909–1972), deutscher Diplomat

### L
- Ludwig Overbeck (1926–2017), deutscher Mediziner

### M
- Marcus Overbeck (* 1980), deutscher Regisseur und Drehbuchautor
- Maria Overbeck-Larisch (* 1947), deutsche Mathematikerin, Hochschullehrerin und Hochschulpräsidentin

### P
- Peter Overbeck (* 1963), deutscher Musikwissenschaftler und Musikjournalist

### T
- Tilde von Overbeck Schweizer Schauspielerin

### W
- Wilhelm Overbeck (Kaufmann) (1798–1882), deutscher Industriepionier und Kaufmann
- Wilhelm Overbeck (1820–1860), deutscher Kupferstecher, siehe Carl Wilhelm Overbeck
- Wilhelm Overbeck (Werftdirektor) (1833–1915), deutscher Werftdirektor

## Fiktive Personen
- Lars Overbeck, Figur in der deutschen Fernsehserie Wilsberg